# Padre Las Casas
Padre Las Casas est une ville et une commune du Chili de la Province de Cautín elle-même rattachée à la région d'Araucanie. La commune compte 75 255 habitants d'après le recensement de 2012 dont une grande partie est regroupée dans une agglomération qui forme la banlieue de Temuco. La superficie de la commune est de 465 km2 (densité de 162 hab./km2). Son agglomération principale construite en sur la rive opposée à la capitale régionale Temuco forme la conurbation du Grand Temuco 6e agglomération du pays.

## Géographie
Padre Las Casas est située dans la Vallée Centrale du Chili sur la rive sud du rio Cautin. Le sud du territoire est traversé par le rio Quepe. La commune se trouve à 617 kilomètres à vol d'oiseau au sud de la capitale Santiago. Un tiers de la superficie du territoire est réservée à la communauté mapuche. L'agglomération est traversée par la route panaméricaine, artère majeure du Chili.

## Histoire
Après l'annexion de l'Araucanie par l'armée chilienne dans la deuxième moitié du XIXe siècle, une petite agglomération se crée sur la rive sud du rio Cautin face à Temuco. Elle est baptisée Alegre. Son existence devient officielle en 1899. La ville est rebaptisée par la suite Padre Las Casas en l'honneur du moine dominicain espagnol Bartolome de Las Casas auteur d'un plaidoyer marquant en faveur des populations autochtones d'Amérique du Sud au temps de la conquête espagnole. Padre Las Casas, qui connait une forte croissance démographique, devient une commune indépendante en 1995 pour permettre une meilleure gestion de l'agglomération. En 2012, après plusieurs années de discussion, le territoire de la commune est agrandi par annexion de la zone semi-urbaine de San Ramón peuplée de 10 000 habitants et d'une superficie de 64 km2.

Position de Padre Las Casas (en rouge) au sein de la Région d'Araucanie.